# Leef je droom
Leef je droom is het derde studioalbum van het Nederlandse volkszanger Frans Duijts en de opvolger van zijn album Zo ben ik mezelf. Als voorloper op het album werd op 8 januari 2010 de single Ik mis je uitgebracht, deze kwam tot nummer 4 in de Nederlandse Single Top 100 terecht. Een maand later op 19 februari 2010 kwam het album uit en kwam op 27 februari op nummer 2 binnen in de Nederlandse Album Top 100. Op het album staat ook "Als ik alles had geweten", een duet met zangeres Marianne Weber.

## Hitnotering

### NederlandseAlbum Top 100
| Hitnotering: (Week 1 t/m 34) 27-02-2010 t/m 16-10-2010 Hitnotering: (Week 35 t/m 43) 30-10-2010 t/m 25-12-2010 | Hitnotering: (Week 1 t/m 34) 27-02-2010 t/m 16-10-2010 Hitnotering: (Week 35 t/m 43) 30-10-2010 t/m 25-12-2010 | Hitnotering: (Week 1 t/m 34) 27-02-2010 t/m 16-10-2010 Hitnotering: (Week 35 t/m 43) 30-10-2010 t/m 25-12-2010 | Hitnotering: (Week 1 t/m 34) 27-02-2010 t/m 16-10-2010 Hitnotering: (Week 35 t/m 43) 30-10-2010 t/m 25-12-2010 | Hitnotering: (Week 1 t/m 34) 27-02-2010 t/m 16-10-2010 Hitnotering: (Week 35 t/m 43) 30-10-2010 t/m 25-12-2010 | Hitnotering: (Week 1 t/m 34) 27-02-2010 t/m 16-10-2010 Hitnotering: (Week 35 t/m 43) 30-10-2010 t/m 25-12-2010 | Hitnotering: (Week 1 t/m 34) 27-02-2010 t/m 16-10-2010 Hitnotering: (Week 35 t/m 43) 30-10-2010 t/m 25-12-2010 | Hitnotering: (Week 1 t/m 34) 27-02-2010 t/m 16-10-2010 Hitnotering: (Week 35 t/m 43) 30-10-2010 t/m 25-12-2010 | Hitnotering: (Week 1 t/m 34) 27-02-2010 t/m 16-10-2010 Hitnotering: (Week 35 t/m 43) 30-10-2010 t/m 25-12-2010 | Hitnotering: (Week 1 t/m 34) 27-02-2010 t/m 16-10-2010 Hitnotering: (Week 35 t/m 43) 30-10-2010 t/m 25-12-2010 | Hitnotering: (Week 1 t/m 34) 27-02-2010 t/m 16-10-2010 Hitnotering: (Week 35 t/m 43) 30-10-2010 t/m 25-12-2010 | Hitnotering: (Week 1 t/m 34) 27-02-2010 t/m 16-10-2010 Hitnotering: (Week 35 t/m 43) 30-10-2010 t/m 25-12-2010 | Hitnotering: (Week 1 t/m 34) 27-02-2010 t/m 16-10-2010 Hitnotering: (Week 35 t/m 43) 30-10-2010 t/m 25-12-2010 | Hitnotering: (Week 1 t/m 34) 27-02-2010 t/m 16-10-2010 Hitnotering: (Week 35 t/m 43) 30-10-2010 t/m 25-12-2010 | Hitnotering: (Week 1 t/m 34) 27-02-2010 t/m 16-10-2010 Hitnotering: (Week 35 t/m 43) 30-10-2010 t/m 25-12-2010 | Hitnotering: (Week 1 t/m 34) 27-02-2010 t/m 16-10-2010 Hitnotering: (Week 35 t/m 43) 30-10-2010 t/m 25-12-2010 | Hitnotering: (Week 1 t/m 34) 27-02-2010 t/m 16-10-2010 Hitnotering: (Week 35 t/m 43) 30-10-2010 t/m 25-12-2010 | Hitnotering: (Week 1 t/m 34) 27-02-2010 t/m 16-10-2010 Hitnotering: (Week 35 t/m 43) 30-10-2010 t/m 25-12-2010 | Hitnotering: (Week 1 t/m 34) 27-02-2010 t/m 16-10-2010 Hitnotering: (Week 35 t/m 43) 30-10-2010 t/m 25-12-2010 | Hitnotering: (Week 1 t/m 34) 27-02-2010 t/m 16-10-2010 Hitnotering: (Week 35 t/m 43) 30-10-2010 t/m 25-12-2010 | Hitnotering: (Week 1 t/m 34) 27-02-2010 t/m 16-10-2010 Hitnotering: (Week 35 t/m 43) 30-10-2010 t/m 25-12-2010 | Hitnotering: (Week 1 t/m 34) 27-02-2010 t/m 16-10-2010 Hitnotering: (Week 35 t/m 43) 30-10-2010 t/m 25-12-2010 | Hitnotering: (Week 1 t/m 34) 27-02-2010 t/m 16-10-2010 Hitnotering: (Week 35 t/m 43) 30-10-2010 t/m 25-12-2010 | Hitnotering: (Week 1 t/m 34) 27-02-2010 t/m 16-10-2010 Hitnotering: (Week 35 t/m 43) 30-10-2010 t/m 25-12-2010 |
| Week: | 1 | 2 | 3 | 4 | 5 | 6 | 7 | 8 | 9 | 10 | 11 | 12 | 13 | 14 | 15 | 16 | 17 | 18 | 19 | 20 | 21 | 22 | 23 |
| --- | --- | --- | --- | --- | --- | --- | --- | --- | --- | --- | --- | --- | --- | --- | --- | --- | --- | --- | --- | --- | --- | --- | --- |
| Positie: | 2 | 3 | 7 | 6 | 9 | 7 | 7 | 6 | 7 | 7 | 8 | 8 | 18 | 23 | 30 | 28 | 23 | 23 | 23 | 45 | 29 | 19 | 22 |
| Week: | 24 | 25 | 26 | 27 | 28 | 29 | 30 | 31 | 32 | 33 | 34 | | 35 | 36 | 37 | 38 | 39 | 40 | 41 | 42 | 43 | | |
| Positie: | 18 | 38 | 25 | 19 | 29 | 22 | 62 | 66 | 54 | 54 | 93 | uit | 57 | 46 | 49 | 59 | 77 | 67 | 69 | 61 | 88 | uit | |